# Callioplana marginata
Espèce
Synonymes
- Diplosolenia johnstoni Haswell, 1907[1]
- Planocera marginata (Stimpson, 1857)[1]
- Planocera oxyceraea (Schmarda, 1859)[1]
- Planocera oxycerea (Schmarda, 1859)[1]
- Stylochus marginatus (Stimpson, 1857)[1]
- Stylochus oxyceraeus Schmarda, 1859[1]

Callioplana marginata  est une espèce de vers plats polyclades de la famille des Callioplanidae.

## Description et caractéristiques
Ce ver plat se caractérise par une couleur de fond sombre allant du noir au brun en passant par le gris, avec un liseré en bordure externe du corps composé d'un fin trait blanc suivi d'un trait plus prononcé de teinte orangée. Il possède aussi deux tentacules non rétractiles sur l'avant du corps qui sont orangés avec à la base un soupçon de blanc.
Sa taille maximale est de 80 mm de long.

## Habitat et répartition
Callioplana marginata est présent dans les eaux tropicales de l'Indo/ouest Pacifique.

## Systématique
Le nom valide complet (avec auteur) de ce taxon est Callioplana marginata Stimpson, 1857.
Callioplana marginata a pour synonymes :
- Diplosolenia johnstoni Haswell, 1907
- Planocera marginata (Stimpson, 1857)
- Planocera oxyceraea (Schmarda, 1859)
- Planocera oxycerea (Schmarda, 1859)
- Stylochus marginatus (Stimpson, 1857)
- Stylochus oxyceraeus Schmarda, 1859
- Diplosolenia Haswell, 1907

## Publication originale
- William Stimpson, 1857 : « Prodromus descriptionis animalium evertebratorum quae in expeditione ad oceanum, pacificum septentrionalem a Republic Federata missa, Johanne Rogers Duce observavit et descripsit. Pars. I. Turbellaria Dendrocoela ». Proceedings of the Academy of Natural Sciences of Philadelphia, vol. 9, p. 19–31 (lire en ligne).